# Rockport
Rockport Company — компанія-виробник взуття з США, штат Массачусетс. Заснована в м. Мальборо, штат Массачусетс в 1971 році Саулом і Брюсом Кац (англ. Saul and Bruce Katz), нині компанія продовжує виробляти взуття і управляє власною мережею магазинів в США і 66 країнах світу. Компанія Reebok придбали Rockport в 1986 році. Тепер обидва виробники належать німецькому виробничому гігантові Adidas, штаб-квартира Rockport Company розташовується в м. Кантон, шт. Массачусетс.

## Історія

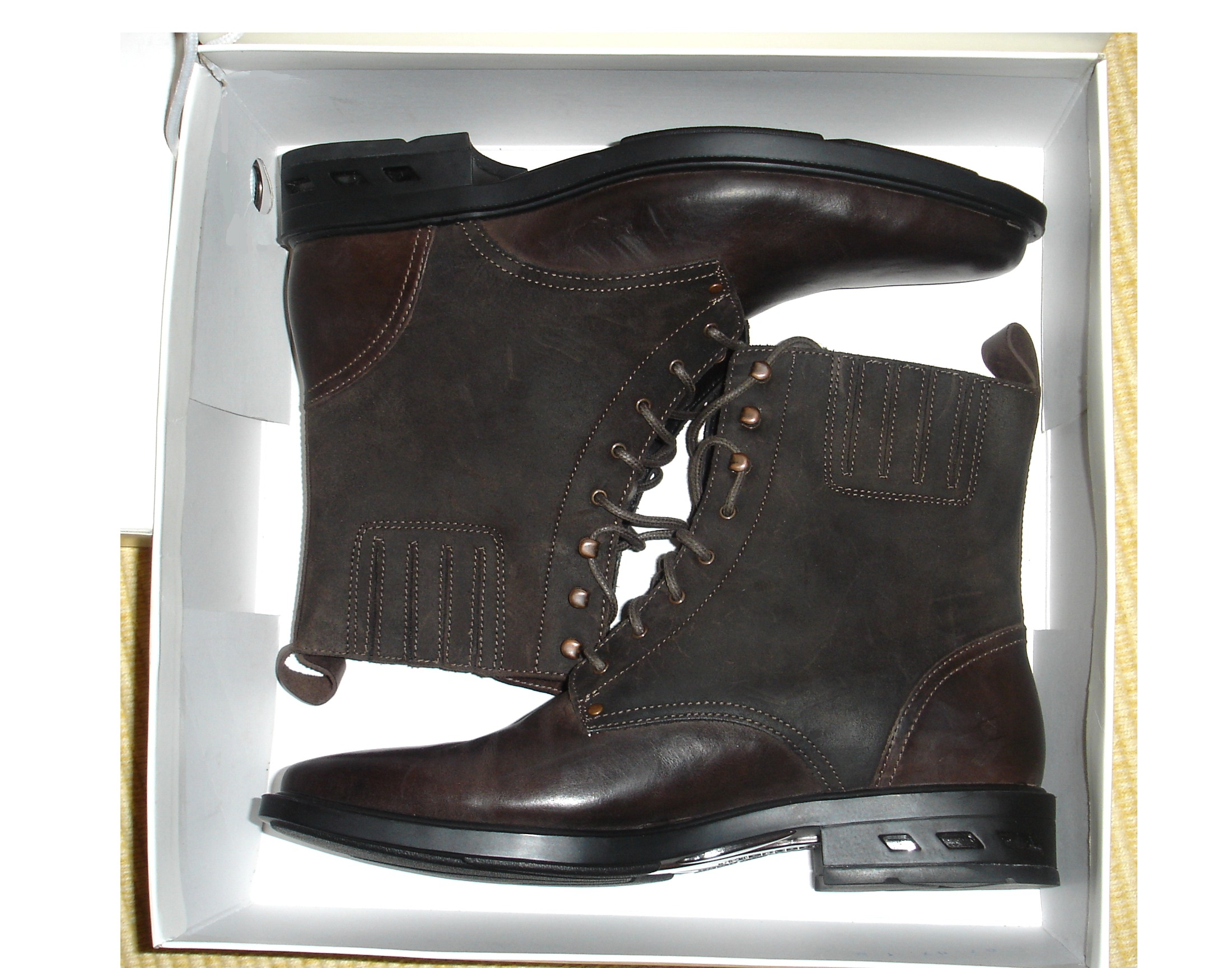
Пара чоловічих напівчобіт Rockport Bridgetown в коробці.

Компанія Rockport заснована в 1971 році батьком і сином Катц (Katz) в м. Мальборо, шт. Массачусетс. Саул і Брюс вирішили, що в взуттєвої промисловості відсутній продукт, який поєднував би в собі наступні якості — легкі матеріали, комфорт та стильну оболонку. Саме ці визначення направили розвиток компанії Rockport в наступне десятиліття.
У 1984 році компанія Reebok придбала Rockport. Примітно, що це був перший досвід розвитку компанії Reebok в не-спортивному напрямку. Вигодою для Rockport стали капіталовкладення Reebok і той факт, що виробничим потужностям Rockport стали доступні технології та спортивні конструктивні патенти Reebok, тепер використовувані в класичних моделях взуття. Саме цей факт згодом привів до використання устілок з патентом «DMX comfort» у багатьох видах взуттєвої продукції Rockport.

## Технології

### DMX
Технологія DMX забезпечує приплив свіжого повітря в область устілки або в саму взуття. Кожен крок стає легше.

### Walk Dry
Ця технологія є аналогом технології Gore-Tex, маючи дихаючу і водонепроникну поверхню.

### Vibram Sole
Підошви компанії Vibram відомі і широко використовуються на ринку виробництва взуття. Не жертвуючи комфортом, вони відповідають всім необхідним вимогам для високоякісних підошов.

### XCS
XCS або Extreme Conditions System — основна технологія, що застосовується у всіх моделях взуття ліній Rockport, і призначена, в основному, для забезпечення водонепроникності зовнішньої частини взуття і міцності поверхні (стійкості до подряпин).